# Richard Haklander
Richard Haklander (Barneveld, 6 juni 1984) is een Nederlands voetballer die als middenvelder speelt.
Haklander begon bij SDVB en speelde van 2003 tot 2010 in het profvoetbal voor De Graafschap, FC Omniworld en FC Oss. Vervolgens speelde hij in het amateurvoetbal voor VVA '71, SDV Barneveld, SDC Putten, VVOG en vanaf het seizoen 2015/16 weer bij SDVB. Haklander heeft twee jeugdinterlands gespeeld.

## Clubstatistieken
| Seizoen | Club          | Duels | Goals | Competitie     |
| ------- | ------------- | ----- | ----- | -------------- |
| 2003/04 | De Graafschap | 6     | 3     | Eerste Divisie |
| 2004/05 | De Graafschap | 18    | 0     | Eredivisie     |
| 2005/06 | De Graafschap | 20    | 2     | Eerste Divisie |
| 2006/07 | FC Omniworld  | 34    | 5     | Eerste Divisie |
| 2007/08 | FC Omniworld  | 33    | 2     | Eerste Divisie |
| 2008/09 | FC Omniworld  | 32    | 2     | Eerste Divisie |
| 2009/10 | FC Omniworld  | 3     | 0     | Jupiler league |
| 2009/10 | FC Oss        | 11    | 0     | Jupiler league |
| Totaal  | Totaal        | 157   | 14    | [ 2 ]          |